# Christian Bruyen
Christian Bruyen, né le 30 mars 1959 à Épernay, est un homme politique français.

## Biographie

### Élu local
Christian Bruyen est élu maire et conseiller général du canton de Dormans en 2001 et réélu en 2008. Après son élection dans le nouveau canton de Dormans-Paysages de Champagne en 2015, il devient le premier vice-président du conseil départemental de la Marne.
En janvier 2017, il prend la présidence de la nouvelle communauté de communes des Paysages de la Champagne.
Après sa réélection au Sénat en septembre 2017, René-Paul Savary démissionne de la présidence du conseil départemental de la Marne. En tant que premier vice-président de l'assemblée, Christian Bruyen assure l'intérim dès le 24 octobre 2017. Il remporte la primaire des élus de droite contre le vice-président LR aux finances Jean-Marc Roze, par 18 voix contre 11, puis est élu président du conseil départemental le 13 novembre avec 39 suffrages en sa faveur, un vote nul et six votes blancs. Il quitte alors son poste de maire, conformément à la loi sur le non-cumul des mandats.

### Sénateur
En juin 2023, Christian Bruyen annonce sa candidature aux élections sénatoriales du mois de septembre. Durant l'été, il présente sa liste de la droite et du centre (LR-UDI-DVD), qui comprend notamment trois autres élus au conseil départemental. Il dit s'inscrire « dans la continuité des [trois] sénateurs en place », qui ne sont pas candidats à leur réélection. Le président du Sénat Gérard Larcher fait campagne dans la Marne, à Sézanne, en faveur de sa liste. Le 24 septembre 2023, la liste conduite par Christian Bruyen arrive en tête des élections sénatoriales avec 43,4 % des suffrages et remporte deux sièges sur trois (Christian Bruyen et Anne-Sophie Romagny) ; l'autre siège est remporté par la liste Horizons.